# Formicaite
La formicaite è un minerale la cui descrizione è stata pubblicata nel 1999 in seguito ad una scoperta avvenuta in campioni di kurchatovite-sakhaite trovati nel giacimento di boro di Solongo in Buriazia, Siberia. Il nome del minerale è stato attribuito in relazione alla composizione: formiato di calcio.

## Morfologia
Il minerale è stato scoperto sotto forma di masse criptocristalline o colloformi oppure in aggregati di cristalli tabulari di 5×30×30µm.

## Origine e giacitura
La formicaite è stata trovata in un giacimento di skarn associata con calcite, lizardite, frolovite, pentaidroborite, esaidroborite e vimsite. Nel giacimento di rame di Novofrolovskoye, Urali, Russia è stata trovata in vene all'interno del marmo associata con calcite, vesuvianite, pentaidroborite, frolovite, calciborite e uralborite.